# 小花琉璃草
小花琉璃草（学名：Cynoglossum lanceolatum），又名小花倒提壶，为紫草科倒提壶属的植物。分布于琉球群岛、印度、阿拉伯、克什米尔、非洲、秦国、缅甸、巴基斯坦、菲律宾、尼泊尔以及中国大陆的河南、华南、西南、甘肃、华东、陕西等地，生长于海拔300米至2,800米的地区，一般生长在丘陵、山坡草地及路边，目前尚未由人工引种栽培。